# Христо Данев
Христо Дянков Данев е български политик от БКП, партизански деец, участник в Отечествената война на България, офицер (полковник) в системите на МНО и МВР.

## Биография

### Произход и младежки години
Христо Данев е роден на 19 юли 1920 г. в с. Каменец, Плевенско, в бедно селско семейство. Родителите му са безпартийни, членове на ТКЗС. Завършва реална гимназия. От началото на 1936 г. е член на Работническия младежки съюз (РМС), а в 1938 г. влиза в БКП (т.с.). Владее руски и английски език.
Преди Втората световна война е работник в трикотажна фабирка в Габрово. През 1941 г. отбива военна служба, а на следващата година, пуснат в отпуск, минава в нелегалност и се присъединява към Габровския партизански отряд, на който впоследствие става командир.

### Военна и политическа дейност
След 9 септември 1944 г. е помощник-командир на 18-и пехотен полк, с който взима участие в първата фаза на Отечествената война на България (1944 – 1945).
Следва съкратен курс на НВУ „Васил Левски“. Слушател е във Военна академия „М. Фрунзе“, СССР през 1947 – 1950 г.
Последователно е заместник-командир по строевата част в Управлението на вътрешните войски на МВР, началник-щаб на Централно управление „МПВО“ в МВР, помощник-началник на оперативното отделение и началник-щаб на 18-а стрелкова дивизия. Работи като старши преподавател по военни дисциплини в системата на Министерството на народната отбрана. Отхвърлено е предложението да бъде изпратен за военен аташе в Кайро (1956).

## Семейство
Христо Данев е семеен. Жена му произхожда от средно градско семейство. Учила е 2 години в Американския колеж в Ловеч. Била е въдворявана в ТВО за леко поведение. За връзките си с тази жена, както и поради някои услуги, които ѝ е направил, Данев е понижен и уволнен от МВР. Впоследствие, след встъпване в брак с нея, наказанието е снето.